# Sobí maso

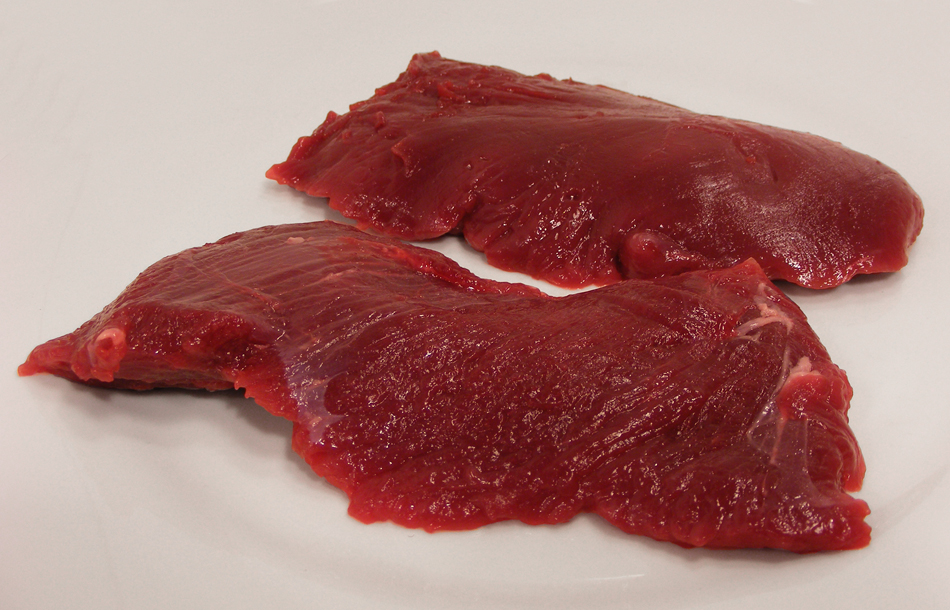
Sobí maso na steak

Sobí maso je maso pocházející ze soba polárního (Rangifer tarandus). Konzumuje se zejména v Kanadě, v Rusku a ve Skandinávii. Od konce 20. století se sobí maso ve Švédsku a Finsku těší oblibě a jeho cena se ve Švédsku v letech 2003 až 2008 zvýšila o 50 %.
Sobí maso je libové a má jemně zvěřinovou chuť. Díky nízkému obsahu tuku, příznivému složení mastných kyselin a vysokému obsahu alfa-tokoferolů se toto maso obvykle nasoluje a suší (například jako kuivaliha). Může se také připravovat dalšími způsoby, například vařením, smažením či uzením.

## Zajímavost
V roce 2018 byla kniha Eallu: Food, Knowledge and How We Have Thrived on the Margins věnována přípravě sobího masa, s kapitolami věnovanými výběru správného soba jehož maso je vhodné konzumovat zasyrova, kapitolou o tradičních technikách konzervování sobího masa a umění zabít zvíře podle sámské víry. Kniha byla oceněna na 22. ročníku Gourmand World Cookbook Awards.